# Eric Larsson (konstnär)

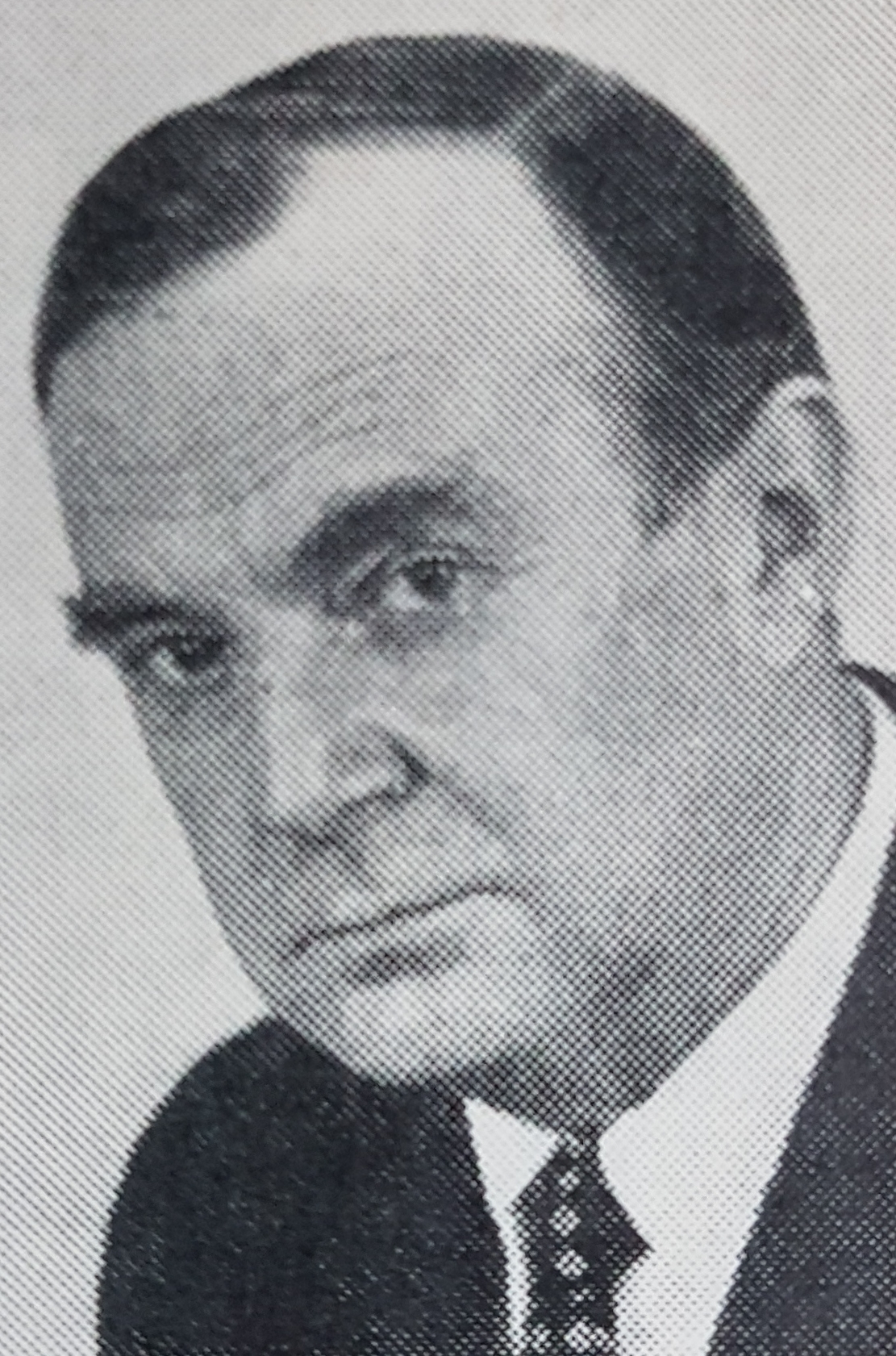
Eric Larsson.

Eric Valter Larsson, född 11 maj 1909 i Fleninge i Malmöhus län, död 30 oktober 2001 i Borås, var en svensk målare och tecknare.
Han var son till byggmästaren Jöns Larsson och Augusta Nilsson och från 1937 gift med Brit Sonja Margret Johansson (1906–1984). Larsson var som konstnär autodidakt och bedrev självstudier under resor till Frankrike, Österrike, Schweiz och Danmark. Tillsammans med Stig Kjellin ställde han ut på Konsthallen i Borås 1943 och tillsammans med Georg Lodström på Killbergs konstsalong i Helsingborg 1946. Han medverkade i samlingsutställningar med Borås och Sjuhäradsbygdens konstförening, Göteborgs konstförening och Helsingborgs konstförening. Hans konst består av stilleben, interiörer, figurer, porträtt och landskap i olja, akvarell, blyerts och kol. Larsson är representerad vid Borås konstmuseum.